# Mimi Gamal
Amina Mustafa Gamal (em árabe: أمينة مصطفى جمال; nascida em 27 de maio de 1941) conhecida como Mimi Gamal (em árabe tradicional Mimi Jamal) é uma atriz egípcia com muitos papéis em filmes, televisão e no palco.

## Biografia
Nascida em Shubra, Cairo, Gamal começou sua carreira como atriz infantil em Stronger Than Love (em árabe أقوى من الحب). She took part in major roles in a great number of films such as El Hub Keda, My Husband's Wife, Sunset and Sunrise , لصوص لكن ظرفاء، شيء من الحب، عالم عيال عيال، سفاح كرموز and in a great number of Egyptian television series, notadamente na Família de Al Hagg Metwalli (عائلة الحاج متولي), Al Batiniyyah (الباطنية) e Rua Abdel Azeez (شارع عبد العزيز). Ela também teve papéis significativos em um grande número de produções teatrais, como o famoso Number 2 Wins (نمرة 2 يكسب) e Nest of Fools (عش المجانين).

## Vida pessoal
Ela nasceu em 1941, filha de pai egípcio e mãe grega - armênia. Ela era casada com o ator egípcio Hassan Mostapha. Eles se casaram em junho de 1966 e tiveram duas filhas. Mostapha morreu em 15 de maio de 2015.